# Walter Ruben

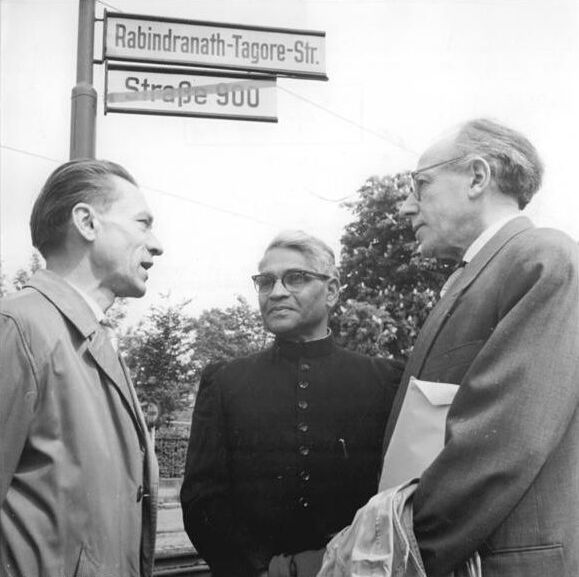
Walter Ruben (rechts) bei der Umbenennung einer Grünauer Straße

Walter Ruben (* 26. Dezember 1899 in Hamburg; † 7. November 1982 in Ost-Berlin) war ein deutscher Indologe und Ethnologe. Er war von 1950 bis 1965 Professor für Indologie und Direktor des Instituts für Indienkunde an der Humboldt-Universität zu Berlin sowie von 1962 bis 1965 Direktor des Instituts für Orientforschung der Deutschen Akademie der Wissenschaften zu Berlin.

## Werdegang
Ruben wurde als Kind des Hamburger Großkaufmanns Albert Ruben (1868–1926) und seiner Frau Emmi (1875–1955) geboren. Er besuchte in seiner Geburtsstadt das Wilhelmgymnasium und nahm privat Sanskritunterricht bei Sten Konow. Nach einem kriegsbedingten Notabitur 1917 und folgendem Kriegsdienst nahm Ruben im Jahre 1919 das Studium der Indologie, der griechischen und lateinischen Sprachen und der Philosophie in Hamburg und dann in Bonn  unter Hermann Georg Jacobi auf. Ruben ging für drei Semestern nach Berlin, um dort Veranstaltungen von Heinrich Lüders  zu besuchen. 1924 wurde er in Bonn mit der Arbeit „Zur indischen Erkenntnistheorie. Die Lehre von der Wahrnehmung in den Nyāyasūtras“ promoviert. 1927 schloss sich die Habilitation an. In Bonn schloss er sich 1927 den „Roten Studenten“ an und war Mitglied der Internationalen Arbeiterhilfe.
Ruben wurde 1931 Privatdozent für indische Philologie an der Universität in Frankfurt am Main. 1935 nahm der von den Nationalsozialisten als Nichtarier eingestufte Ruben eine Professur für Indologie an der Universität Ankara an, welche ihm durch Lüders’ Hilfe vermittelt worden war. Nach Ablauf einer dreijährigen Frist, der Beurlaubung für die dortige Lehrtätigkeit, verblieb er als politischer Emigrant in der Türkei. Da Ruben als Halbjude galt und mit einer Halbjüdin verheiratet war, wurde seine Lehrbefugnis 1937 für "erloschen" erklärt.
Vom August 1944 bis zum Januar 1946 befand sich Walter Ruben mit seiner Familie in der anatolischen Provinzstadt Kırşehir in der Verbannung, wo er aber die Zeit für eigene Forschungsarbeiten nutzen konnte.
Im März/April 1948 hielt sich Walter Ruben in Hamburg auf. Eine Weiterreise in die SBZ wurde ihm jedoch von den sowjetischen Behörden verweigert. Er ging daraufhin nach Santiago de Chile und übernahm an der Universidad de Chile bis Ende 1949 eine Professur und war Inhaber des Lehrstuhls für Ethnologie.
1950 übersiedelte Walter Ruben „aus politischer Überzeugung in die DDR“ und übernahm eine Professur an der Humboldt-Universität zu Berlin, wo er auch zum Direktor des Institutes für Indienkunde ernannt wurde. Diese Position hatte Ruben bis 1965 inne. Gleichwohl hatte er aber auch als West-Emigrant – und vor allem wegen seiner Bekanntschaft mit dem ebenfalls in die Türkei emigrierten Ernst Reuter – mit Vorbehalten zu kämpfen. Anfang des Jahres 1952 stellte er einen Antrag zur Aufnahme in die SED. Doch der „Makel des Exils in der Türkei lastete noch bis 1958 auf Walter Ruben. Die bloße Bekanntschaft mit dem Renegaten und Kalten Krieger Ernst Reuter hatte ausgereicht, um bei der Parteiführung erhebliche Zweifel an der politischen Einstellung Walter Rubens hervorzuheben.“ 1958 wurde seinem Ersuchen endlich stattgegeben, und ein Jahr später erhielt er auch den Nationalpreis der DDR.
Ungeachtet dieser Zweifel an seiner politischer Zuverlässigkeit war Ruben seit 1955 zugleich stellvertretender Direktor und von 1962 bis 1965 Direktor des Instituts für Orientforschung der Deutschen Akademie der Wissenschaften zu Berlin. 1960 wurde Ruben zum Sekretär der Klasse für Sprachen, Literatur und Kunst der Akademie der Wissenschaften ernannt. In dieser Position verblieb er bis 1968. 1965 war er emeritiert worden.
In seinen zahlreichen Werken widmete Ruben sich vor allem der Kultur und Geschichte Indiens und des anatolisch-orientalischen Raumes sowie den südostasiatischen Völkern.

„Seine späten Veröffentlichungen sind deutlich politisch profiliert, bestimmt von der Dritte-Welt-Problematik (s. etwa seine Bemerkung zum Orientalistenkongreß 1964). Er bemühte sich um die systematische Ausarbeitung einer marxistischen Rekonstruktion der »asiatischen Produktionsweise« auf der Grundlage seiner indischen Arbeiten, wozu er 1967-1973 eine sechsbändige Darstellung der Gesellschaftlichen Entwicklung im alten Indien publizierte, grundlegend Bd. 1 Die Entwicklung der Produktionsverhältnisse im alten Indien, wobei die Besonderheiten des indischen (hinduistischen) Kastensystems mit der niedrigsten Schicht der Śūdra (‚Unberührbaren‘) im Vordergrund stehen, das für ihn nicht im Sinne einer Sklavengemeinschaft (mit der massenhaften Nutzung menschlichen Arbeitsviehs) zu sehen ist, weil dazu die Voraussetzungen in der Produktionsweise fehlen. […] Um eine Analyse der tatsächlich wohl mehrsprachigen Verhältnisse bemüht er sich nicht. So stehen auch bei seinen späteren Studienbüchern (z.B. Einführung in die Indienkunde) die sozialen und historischen Verhältnisse im Vordergrund; die Sprachverhältnisse werden nur benannt.“

Walter Ruben lebte zuletzt im Berliner Ortsteil Grünau: Er wurde 1982 auf dem Waldfriedhof Grünau bestattet.

## Ehrungen
- 1955: Ordentliches Mitglied der Akademie der Wissenschaften
- 1959: Nationalpreis der DDR III. Klasse für Wissenschaft und Technik